# Daisy Georges-Martin
« Marguerite Martin » redirige ici. Pour les autres significations, voir Georges et Martin.
Ne doit pas être confondu avec Marguerite Martin (1877–1956), grand-maître de l'Ordre maçonnique mixte international « le Droit humain » de 1947 à 1954.
Marguerite Marie Louise Martin dite Daisy Georges-Martin est une militante féministe et une résistante française née le 1er mars 1898 à Lyon et morte le 20 août 1944 à Saint-Genis-Laval.

## Biographie

### Jeunesse etentre-deux-guerres
Élève au cours Pontet puis au cours Chevreul à Lyon, Daisy Martin est reçue au baccalauréat de philosophie.
Pendant la Première Guerre mondiale, elle est aide-infirmière bénévole à l'École de santé militaire.
Membre bénévole des syndicats chrétiens à Lyon, elle décide de gagner Paris en 1925 pour y suivre les cours de l’École normale sociale, qui prépare en deux années au métier d'assistante sociale.
Installée à Paris, Daisy Martin devient en 1930 conseillère nationale de l'Union féminine civique et sociale (UFCS), qui s'adresse à toutes les femmes désireuses d'apprendre le rôle qu'elles doivent et peuvent tenir, tant du point de vue social que civique.
Responsable de la Commission de Compréhension mutuelle des races, elle est membre du bureau national de direction de l'UFCS à partir de 1938.
Catholique militante, elle participe aux activités des différentes associations qui œuvrent dans la mouvance du catholicisme social.

### Seconde Guerre mondiale

#### Résistance
En 1939, elle crée à Paris le service de Regroupement familial et, de mai à juillet 1940, elle travaille au centre d'accueil des évacués, installé dans les locaux de la Bourse du travail à Roanne (Loire).
En septembre 1940, elle transmet les premières consignes de Résistance dans la région roannaise.
Ne voulant pas habiter en zone occupée, elle quitte définitivement Paris le 15 juin 1940 et rejoint Lyon, où elle poursuit son activité au sein de l'UFCS tout en apportant son aide à l'association La Mère au foyer. Ayant repris contact avec Marcel Poimbœuf, grâce à lui, elle entre dans un réseau d'évasion.
Daisy Martin travaille par intermittence pour Georges Bidault pour le Noyautage des administrations publiques et participe aux sessions de La Rencontre (reconstitution clandestine de l’École normale sociale ouvrière). Désireuse de se consacrer exclusivement à la Résistance, elle s'en ouvre à André Plaisantin, qui la présente alors à Henri Jaboulay (chef régional de l'organisation Maquis).
Collaboratrice d'Henri Jaboulay, elle veille à ce que soit maintenue la liaison constante du service avec le service régional MUR (Mouvements unis de la Résistance), mais aussi avec le service national Maquis, avec les différents services régionaux MUR, avec l'Armée secrète, avec l'ORA (Organisation de résistance de l'Armée), avec chacun des dix départements de la région. Elle recueille les réfractaires et les achemine dans les Maquis. Lorsqu'à la fin de l'année 1943, l'Armée secrète, les Maquis et l'ORA fusionnent en une seule organisation militaire de la Résistance, elle devient la secrétaire de l'organisation clandestine qui prend ensuite le nom de FFI. 

#### Arrestation et mort
Arrêtée le 6 mars 1944 à son domicile (36, avenue Foch à Lyon) à la suite d'une dénonciation, Daisy Martin est torturée à l’École de santé militaire et détenue dans la prison Montluc de Lyon.
Le 20 août 1944, elle est extraite de sa cellule, avec 120 détenus, pour être fusillée au lieu-dit Fort de Côte Lorette, sur le territoire de la commune de Saint-Genis-Laval (Rhône) lors du massacre du fort de Côte-Lorette.

## Décorations et reconnaissance
Daisy Georges Martin - alias Marthe - alias Emmanuelle - a reçu les décorations et la reconnaissance suivantes, à titre posthume :
- Chevalier de la Légion d'honneur (décret du 12 mars 1946 de nomination dans la Légion d'honneur, portant attribution de la croix de guerre 1939-1945, avec palme (« Entrée dès la première heure au service de la Résistance, abandonnant malgré son âge un service social qui lui tenait à cœur. D'abord, agent de liaison, puis secrétaire du chef d'état-major régional, a toujours apporté dans l'exécution des tâches et missions qui lui furent confiées une abnégation modeste et un courage souriant. Capturée sur dénonciation, en possession de documents très compromettants, a opposé aux pires tortures la ténacité farouche d'une volonté ferme. S'est dévouée sans compter auprès de ses codétenus de Montluc, malgré son propre état de santé [...] ») ;
- Croix de guerre 1939–1945, palme de bronze ;
- Médaille de la Résistance française (décret du 3 août 1946) ;

- Homologation au titre de la Résistance intérieure française, avec le grade de sous-lieutenant (13 juillet 1948).

## Hommages
- Une rue et un collège portent son nom à Irigny ainsi qu'un square dans le 3e arrondissement de Lyon[3].
- Une rue porte son nom à Roanne.

## Témoignage
Témoignage du général Marcel Descour, ex-chef d'état-major régional AS/FFI, lors d'une allocution en tant que gouverneur militaire de Lyon, prononcée au Fort de Côte-Lorette à Saint-Genis-Laval le 21 août 1960 :

« [...] À chacune de mes haltes en ce lieu sacré, il me faut un grand effort sur moi-même pour croire ce que ce mur raconte, ce que cette dalle recouvre [...]. Deux de ces victimes m'étaient bien connues, je l'ai dit. Elles étaient l'une et l'autre des âmes d'élite. Comment oublierais-je Daisy Martin, cette créature adorable. C'était une sainte. Oui, une sainte. Je suis absolument sûre qu'elle a quitté cette terre, qu'elle s'en est détachée malgré l'horreur des circonstances, dans l'allégresse de se jeter dans les bras du Seigneur. Elle était faite pour le don de soi, pour le dévouement et le sacrifice. Je ne crois pas avoir rencontré d'être d'une telle humilité, d'une telle vie intérieure, et dont la foi religieuse profonde animait à ce point chacun de ses actes [...]. »

Document extrait du Fonds BGA Permezel/Association des rescapés de Montluc.